# Quinta do Peres
A Quinta do Peres situa-se num palacete com grandes jardins, na Travessa Francisco Resende, no Parque Florestal de Monsanto, em Benfica. Actualmente é um infantário-escola primária, o "Beiral".

## História
Os primeiro registo de uma quinta naquele local remontam ao ano de 1702, quando Tomaz de Laminha lá habitava, mas não se sabe ao certo se se trata da mesma quinta.
Foi em 1750 que a quinta foi baptizada com o nome de Quinta da Fonte do Calhariz, que pertencia ao cónego Manuel de Aguiar, que se instalou com a sua família. Este viria a falecer quinze anos depois, em 1765.
Quatro anos depois da morte do primeiro proprietário da Quinta da Fonte do Calhariz, que o desembargador José Pereira Sarmento se apoderou das terras. Viria a abandonar a quinta em 1772 deixando-a aos cuidados de um caseiro, quando foi morar para Lisboa. Porém, em 1777 voltou para a quinta com a família, já com o título de corregedor do Bairro Alto.
Depois da sua morte o palacete ficou desabitado, até ao ano de 1827, mais propriamente em Novembro, quando a Infanta D. Ana de Jesus Maria e o seu noivo, Duque de Loulé, utilizaram a quinta como palácio. Estes viriam a casar-se a 3 de Fevereiro de 1828 e partiram para o estrangeiro.
Em 1835, António Vitor Pereira de Sousa Peres comprou a Quinta da Fonte do Calhariz. O palacete estava muito degradado devido à acção do tempo e também devido ao facto de ter estado abandonado sete anos, desde a partida da Infanta D. Ana de Jesus Maria e do seu marido. O palacete foi totalmente remodelado mantendo a arquitectura inicial e tomando um novo nome que persiste até aos nossos dias: Quinta do Peres; em homenagem ao homem a remodelou.
Doze anos depois, em 1847, Vicente Gonçalves Rio Tinto, então Barão de Rio Tinto, veio a habitar a quinta e fez melhoramentos consideráveis no edifício com o dinheiro que ganhara no Brasil.
Depois do Barão de Rio Tinto, José Iglesias, um grande capitalista, arrebatou a quinta que deixou à filha. Esta casou-se com o conselheiro José da Silveira Viana e lá viveram até à sua morte.
Tornou-se por fim numa escola particular. O palacete foi adaptado para ser possível dar aulas no seu interior. Os jardins tornaram-se num recreio para os alunos da escola, onde lhes é permitido um contacto directo com a natureza.